# Liste des nouveaux mouvements religieux
Un nouveau mouvement religieux (NMR) est un groupe religieux ou spirituel émergent, distinct des religions traditionnelles établies, qui apparaît souvent à la suite de transformations culturelles ou sociales et qui propose une voie de salut, de transformation personnelle ou de réorganisation du monde, en rupture partielle ou totale avec les systèmes religieux dominants.
Le qualificatif "nouveau" pouvant devenir impropre au fil du temps, on peut dire qu'au début du XXIe siècle correspondent à cette définition les mouvements apparus après 1800. Les mouvements religieux, dont l'apparition est antérieure au XIXe siècle, s'apparentent davantage à des écoles ou à des variantes de courants majoritaires qu'à des schismes. Dans le monde occidental, il s'agit la plupart du temps de réformes du protestantisme, mouvements aujourd'hui institutionalisés ou éteints. Correspondent à la définition, des mouvements qui se distinguent des religions établies par des idées ou des pratiques nouvelles. Cela exclut des communautés ou des ordres qui s'inscrivent dans les dogmes d'une religion antérieure, même s'ils sont des créations contemporaines.

## Liste des mouvements toujours actifs au début duXXIesiècle
Cette liste est dynamique en ce qu'elle évolue régulièrement et ne sera peut-être jamais complète. Vous pouvez la compléter en citant des sources fiables.
| Nom du mouvement                                                                                               | Fondateurs                                                             | Date de création | Idéologies d'origine ou d'influence                                                                         |
| --- | ---------------------------------------------------------------------- | ---------------- | --- |
| 3HO (en):131                                                                                                   | Harbhajan Singh Khalsa                                                 | 1969             | Sikhisme Kundalinî yoga                                                                                     |
| Académie des sciences d'Unarius (en):302                                                                       | Ernest Norman (en) Ruth Norman                                         | 1954             | Religion ufologique New Age                                                                                 |
| Adidam:146,:2,:6,:25                                                                                           | Adi Da (Franklin Albert Jones)                                         | 1972             | Hindouisme Messianisme Syncrétisme                                                                          |
| Aetherius Society (en):3,:29,:25                                                                               | George King                                                            | 1954             | Religion ufologique New Age Eschatologie                                                                    |
| African Hebrew Israelites of Jerusalem font partie du mouvement des Hébreux noirs                              | Ben Carter                                                             | 1960 approx.     | Suprémacisme noir Judaïsme                                                                                  |
| Anastasianisme des cèdres sonnants (en):442                                                                    | Vladimir Mégré (en)                                                    | 1997             | Syncrétisme Néopaganisme Néopaganisme slave                                                                 |
| Apôtres de l'amour infini                                                                                      | Jean-Gaston Tremblay                                                   | 1961             | Églises catholiques indépendantes                                                                           |
| Agni yoga:16,:32,:876,:6                                                                                       | Éléna Roerich, Nicolas Roerich                                         | 1920             | Théosophie                                                                                                  |
| Ahmadisme:32,:27,:985,:6                                                                                       | Mirza Ghulam Ahmad                                                     | 1889             | Islam |
| Aiyy Faith (en):57                                                                                             | Lazar Afanasyev alias Téris                                            | 1990             | Néopaganisme Tengrisme Religion autochtone Monothéisme                                                      |
| Ananda Marga:30,:41,:30,:1001,:11,:370                                                                         | Prabhat Ranjan Sarkar                                                  | 1955             | Hindouisme Tantrisme                                                                                        |
| Anthroposophie (Société anthroposophique universelle):20,:44,:33,:41                                           | Rudolf Steiner                                                         | 1912             | Ésotérisme Anthroposophie                                                                                   |
| Antiquus Mysticusque Ordo Rosae Crucis:42,:31,:841,:11                                                         | Harvey Spencer Lewis                                                   | 1915             | Rose-Croix                                                                                                  |
| Antoinisme | Louis-Joseph Antoine                                                   | 1910             | Guérison par la foi Christianisme                                                                           |
| Arcane (Institut):38,:857                                                                                      | Alice et Foster Bailey                                                 | 1937             | Théosophie New Age                                                                                          |
| Art of Living Foundation (en):45,:1004                                                                         | Ravi Shankar                                                           | 1981             | Hindouisme                                                                                                  |
| Ārya-Samāj:45,:40,:1004,:18                                                                                    | Svāmī Dayānanda Sarasvatī                                              | 1875             | Hindouisme Monothéisme                                                                                      |
| Aryan Nations, aussi appelé Church of Jesus Christ-Christian:91,:654                                           | Wesley Swift (en)                                                      | 1974             | Anglo-israélisme Racialisme                                                                                 |
| Ásatrú, voir aussi Ásatrúarfélagið pour la branche islandaise                                                  | Sveinbjörn Beinteinsson, Stephen McNallen (en)                         | 1970 approx.     | Néopaganisme Reconstructionnisme polythéiste                                                                |
| Assemblées de Dieu:48,:42,:106                                                                                 | fusion                                                                 | 1914             | Pentecôtisme                                                                                                |
| Assemblées de Frères (Plymouth Brethren):281,:61,:228                                                          | John Nelson Darby                                                      | 1830             | Évangélisme Millénarisme                                                                                    |
| Association for Research and Enlightenment (en):31,:42,:21                                                     | Edgar Cayce                                                            | 1931             | Médiumnité Christianisme New Age                                                                            |
| Association internationale pour la conscience de Krishna (ISKCON), ou mouvement Hare Krishna:199               | A.C. Bhaktivedanta Swami Prabhupada                                    | 1966             | Hindouisme                                                                                                  |
| Association évangélique de la mission israélite de la Nouvelle Alliance universelle (es)                       | Ezequiel Ataucusi (es)                                                 | 1968             | Syncrétisme Judaïsme messianique                                                                            |
| Association of Vineyard Churches, aussi appelé Vineyard Movement:446,:316                                      | John Wimber (en)                                                       | 1982             | Mouvement néo-charismatique Trinité Pentecôtisme                                                            |
| Aum Shinrikyō ou Aleph:44,:1073,:23,:171,:261                                                                  | Shōkō Asahara                                                          | 1987             | Nouvelle religion japonaise Syncrétisme Bouddhisme japonais Eschatologie Yoga                               |
| Aumisme ou Chevaliers du Lotus d'or:215                                                                        | Gilbert Bourdin                                                        | 1969             | Syncrétisme New Age Eschatologie                                                                            |
| Bahaïsme:58,:48,:992,:25,:243                                                                                  | Husayn Ali Nuri (Bahāʾ-Allāh)                                          | 1863             | Babisme Messianisme Monothéisme                                                                             |
| Bâtisseurs de l'Adytum:67,:891,:41                                                                             | Paul Foster Case (en)                                                  | 1922             | Occultisme Ésotérisme Sorcellerie                                                                           |
| Bouddhisme de la Voie du Diamant,                                                                              | Hannah Nydahl, Ole Nydahl                                              | 1972             | Bouddhisme tibétain Néo-bouddhisme                                                                          |
| Bouddhisme Won                                                                                                 | Sotaesan (Pak Chungbin)                                                | 1919             | Bouddhisme coréen Néo-bouddhisme Bouddhisme Zen                                                             |
| Brahma Kumaris:89,:56:1006,:37                                                                                 | Dada Lekhraj (en)                                                      | 1936             | Hindouisme Cyclologie Eschatologie                                                                          |
| Brahmo Samaj, aussi appelé Adi Dharm (en) et qui diffuse la doctrine du Brahmoïsme:92,:1:1028,                 | Râm Mohan Roy                                                          | 1828             | Hindouisme Monothéisme                                                                                      |
| Bruderhof ou huttérisme:63,:709,:709                                                                           | Eberhard Arnold                                                        | 1920             | Baptiste Communautarisme                                                                                    |
| Candomblé |                                                                        | 1800 approx.     | Spiritisme Religions de la diaspora africaine Syncrétisme                                                   |
| Caodaïsme, aussi appelé Dai Dao Tam Ky Pho Do:61,:69,:44                                                       | Ngô Văn Chiêu, Lê Văn Trung                                            | 1919             | Syncrétisme Millénarisme                                                                                    |
| Centre de la Kabbale:322                                                                                       | Philip Berg                                                            | 1965             | Kabbale New Age                                                                                             |
| Chamanisme fondamental:580,                                                                                    | Michael Harner                                                         | 1980             | Néo-chamanisme Enthéogène                                                                                   |
| Divine Life Society (en):1035,:268                                                                             | Shivananda                                                             | 1935             | Hindouisme Yoga Néo-védanta                                                                                 |
| Cheondoïsme:80                                                                                                 | Choe Je-u                                                              | 1905             | Bouddhisme coréen Confucianisme coréen Nationalisme                                                         |
| Creativity Movement                                                                                            | Ben Klassen                                                            | 1973             | Panthéisme Athéisme agnostique Racialisme                                                                   |
| Christadelphes:82,:107,:50,:48                                                                                 | John Thomas (en)                                                       | 1844             | Baptiste Christianisme restaurationniste                                                                    |
| Communauté bouddhiste Triratna (anciennement appelée Friends of the Western Buddhist Order, FWBO):206          | Sangharakshita (Dennis Lingwood)                                       | 1967             | Néo-bouddhisme                                                                                              |
| Communauté d'Isis (en):888,:103                                                                                | Olivia Robertson                                                       | 1976             | Néopaganisme Déesse (en)                                                                                    |
| Communauté des Amis ou Présence Vivante ou encore École de la Quatrième Voie                                   | Robert Earl Burton                                                     | 1970             | Eschatologie Médiumnité                                                                                     |
| La Communauté des chrétiens:70,:83                                                                             | Rudolf Steiner, Friedrich Rittelmeyer (en)                             | 1922             | Anthroposophie                                                                                              |
| Culte du cargo:62,:70,:45                                                                                      |                                                                        | 1885 approx.     | Syncrétisme Millénarisme Religion autochtone                                                                |
| Daejongisme | Na Cheol                                                               | 1909             | Chamanisme coréen Nationalisme                                                                              |
| Daesoon Jinrihoe                                                                                               | Park Han-gyeong                                                        | 1969             | Messianisme Eschatologie                                                                                    |
| Discordianisme                                                                                                 | Greg Hill (en) Kerry Wendell Thornley (en)                             | 1963             | Absurdisme philosophique Mythologie grecque Religion open-source Parodie de religion                        |
| Dudéisme | Oliver Benjamin                                                        | 2005             | Parodie de religion Religion open-source                                                                    |
| Eckankar ou ECK:178,:144,:1056,:91                                                                             | Paul Twitchell                                                         | 1965             | Hindouisme Radha Soami (en) Sikhisme Soufisme Monothéisme                                                   |
| École de la Rose-Croix d'Or (Lectorium Rosicrucianum):338,:844,:165                                            | Jan van Rijckenborgh, Zwier Willem Leene, Catharose de Petri           | 1924             | Rose-Croix                                                                                                  |
| Église adventiste du septième jour:621,:262                                                                    | Ellen White; Joseph Bates                                              | 1860             | Adventisme Millénarisme Eschatologie                                                                        |
| Église apostolique:23,:15                                                                                      | Daniel Powell Williams                                                 | 1916             | Pentecôtisme                                                                                                |
| Église catholique apostolique du Brésil                                                                        | Carlos Duarte Costa                                                    | 1945             | Églises catholiques indépendantes                                                                           |
| Église de Dieu de la Prophétie (en):438,:62                                                                    | Ambrose Tomlinson (en)                                                 | 1903             | Trinité Mouvement de sanctification Pentecôtisme                                                            |
| Église de Dieu en Christ:85,:62                                                                                | Charles H. Mason (en)                                                  | 1908             | Pentecôtisme                                                                                                |
| Église de la science divine:326                                                                                | Malinda Cramer (en)                                                    | 1888             | Christianisme Nouvelle Pensée Guérison par la foi                                                           |
| Église de Satan:508,:91,:401                                                                                   | Anton LaVey                                                            | 1966             | Satanisme LaVeyen                                                                                           |
| Église de tous les mondes:88,:909,:58                                                                          | Tim Zell (en) Lance Christie                                           | 1962             | Sorcellerie Néopaganisme                                                                                    |
| Église du Peuple Guanche                                                                                       | Eduardo Pedro García Rodríguez                                         | 2001             | Reconstructionnisme polythéiste Néopaganisme Religion autochtone                                            |
| Church of Light (en):210,:105–106                                                                              | C.C. Zain                                                              | 1932             | New Age Ésotérisme Néo-Hermétisme                                                                           |
| Église Foursquare:451,:108                                                                                     | Aimee Semple McPherson                                                 | 1923             | Trinité Pentecôtisme                                                                                        |
| Church of the SubGenius                                                                                        | Ivan Stang (Douglas St. Clair Smith) Philo Drummond (Steve Wilcox)     | 1979             | Parodie de religion Religion ufologique                                                                     |
| Église messianique mondiale:94,:1120,:94 aussi connue comme la Sekai Kyūseikyō                                 | Mokichi Okada (en)                                                     | 1934             | Nouvelle religion japonaise Shintoïsme Guérison par la foi Messianisme                                      |
| Church Universal and Triumphant (en):97,:94,:281                                                               | Mark L. Prophet (en), Elizabeth Clare Prophet (en)                     | 1958             | Théosophie New age Eschatologie                                                                             |
| Église chrétienne apostolique (nazaréene):47,:548                                                              | Samuel Heinrich Froehlich (en)                                         | 1906             | Évangélisme                                                                                                 |
| Église chrétienne de Brunstad,:269                                                                             | Johan Oscar Smith (en)                                                 | 1905             | Évangélisme Christianisme non dénominationnel                                                               |
| Église d'unité:373,:306                                                                                        | Charles Fillmore (en) et Myrtle Fillmore                               | 1889             | Nouvelle Pensée Christianisme                                                                               |
| Églises du Christ internationales:100,:100                                                                     |                                                                        | 1970 approx.     | Christianisme restaurationniste                                                                             |
| Église du christianisme céleste:64,:73                                                                         | Samuel B.J. Oshoffa                                                    | 1947             | Pentecôtisme Église d'institution africaine                                                                 |
| Église du Dieu Tout-Puissant (the Church of Almighty God):71,:96                                               | Yang Xiangbin, Zhao Weishan                                            | 1991             | Églises de maison chinoises Nouvelles religions chinoises Messianisme                                       |
| Église de Jésus-Christ des saints des derniers jours                                                           | Joseph Smith                                                           | 1830             | Mormonisme Millénarisme Christianisme restaurationniste                                                     |
| Église de l'Unification, aussi connue comme la secte Moon:365,:302                                             | Sun Myung Moon                                                         | 1954             | Syncrétisme Christianisme Nationalisme                                                                      |
| Église essénienne chrétienne ou Nation Essénienne                                                              | Olivier Manitara (Olivier Martin)                                      | 2006             | Fraternité blanche universelle Christianisme ésotérique                                                     |
| Église évangélique de Yoido                                                                                    | David Yonggi Cho                                                       | 1958             | Pentecôtisme Évangélisme Christianisme en Corée du Sud                                                      |
| Église fondamentaliste de Jésus-Christ des saints des derniers jours                                           | Lorin Calvin Woolley                                                   | 1929             | Mormonisme Millénarisme Christianisme restaurationniste                                                     |
| Église kimbanguiste                                                                                            | Simon Kimbangu                                                         | 1921             | Église d'institution africaine Messianisme                                                                  |
| Église néo-apostolique:1139,:205                                                                               | Heinrich Geyer                                                         | 1863             | Église catholique apostolique Christianisme                                                                 |
| Église pentecôtiste unie internationale:476,:287                                                               | Fusion de divers mouvements pentecôtistes                              | 1945             | Pentecôtisme                                                                                                |
| Église Shincheonji de Jésus                                                                                    | Lee Man-hee                                                            | 1984             | Christianisme en Corée du Sud Eschatologie Messianisme                                                      |
| Église spiritualiste:331,:248                                                                                  | Kate et Margaret Fox                                                   | 1840 approx.     | Médiumnité Monothéisme                                                                                      |
| Église universelle de la vie                                                                                   | Kirby James Hensley                                                    | 1962             | Libertaire Universalisme Pragmatisme                                                                        |
| Église universelle du Royaume de Dieu                                                                          | Edir Macedo Bezerra Romildo Ribeiro Soares                             | 1977             | Christianisme charismatique Évangélisme                                                                     |
| Église vieille-catholique                                                                                      | Ignaz von Döllinger Johann Friedrich von Schulte                       | 1870 approx.     | Catholicisme Christianisme non dénominationnel                                                              |
| Ellinaïs acronyme grec de l’Association sacrée des fidèles de l’ancienne foi hellénique                        | Konstantinos Sabrakos (Lakedaimonas)                                   | 2005             | Néopaganisme hellénique                                                                                     |
| Les Enfants de Dieu, maintenant connu sous le nom de La Famille ou La Famille internationale:133,:185,:126:676 | David Berg                                                             | 1968             | Fondamentalisme chrétien Jesus Movement Contre-culture Évangélisme                                          |
| Falun Gong:1126                                                                                                | Li Hongzhi                                                             | 1992             | Qi gong Nouvelles religions chinoises Néo-bouddhisme                                                        |
| Fédération de Damanhur                                                                                         | Oberto Airaudi                                                         | 1976             | New Age Néopaganisme Communautarisme                                                                        |
| Fondation Hanuman:178,:1013,:129,:51                                                                           | Richard Alpert (Ram Dass)                                              | 1974             | Hindouisme Yoga                                                                                             |
| Fondation Isha                                                                                                 | Sadhguru                                                               | 1992             | Hindouisme Yoga                                                                                             |
| La fondation Urantia:380,:839,:319                                                                             | William S. Sadler                                                      | 1934             | Religion ufologique Médiumnité New Age Occultisme                                                           |
| Fraternité blanche universelle:880,:370                                                                        | Peter Deunov                                                           | 1948             | Théosophie Christianisme ésotérique                                                                         |
| Grande fraternité universelle:883,:310                                                                         | Serge Raynaud de la Ferrière                                           | 1948             | Théosophie                                                                                                  |
| Hòa Hảo | Huỳnh Phú Sổ                                                           | 1939             | Bouddhisme vietnamien Nationalisme Culte des ancêtres Eschatologie                                          |
| Himalayan Institute of Yoga Science and Philosophy (en):183,:1014,:133                                         | Swami Rama (en)                                                        | 1971             | Hindouisme Yoga nidra                                                                                       |
| Huna (en):406                                                                                                  | Max Freedom Long                                                       | 1936             | Nouvelle Pensée New Age Religion en Océanie                                                                 |
| "I AM" Activity (en):873,:138                                                                                  | Guy Ballard (en) Anne Ballard (en)                                     | 1930 approx.     | Théosophie                                                                                                  |
| Identité chrétienne:291,:84,:652,:138,:48,:387                                                                 |                                                                        | 1940             | Anglo-israélisme Racialisme                                                                                 |
| Iglesia ni Cristo:292                                                                                          | Felix Manalo (en)                                                      | 1914             | Christianisme restaurationniste Antitrinitarisme Fondamentalisme chrétien                                   |
| Ikuan Tao,:702                                                                                                 | Wang Jueyi (en) Zhang Tianran (en)                                     | 1930 approx.     | Nouvelles religions chinoises Millénarisme Cyclologie Eschatologie                                          |
| International House of Prayer, ou IHOP ou IHOPKC                                                               | Mike Bickle (en)                                                       | 1999             | Mouvement néo-charismatique                                                                                 |
| Ivanovisme (en):128–145                                                                                        | Porfiry Ivanov (en)                                                    | 1933             | Syncrétisme Néopaganisme slave Panthéisme Messianisme                                                       |
| Jediisme:62 |                                                                        | 2000             | Parodie de religion New Age                                                                                 |
| John Frum:197,:155                                                                                             |                                                                        | 1936             | Syncrétisme Millénarisme                                                                                    |
| Joie de Satan:448                                                                                              | Andrea Maxine Dietrich                                                 | 2002             | Satanisme théiste Religion ufologique                                                                       |
| Judaïsme du renouveau:7:4868                                                                                   | Zalman Schachter-Shalomi (en)                                          | 1970 approx.     | Néo-Hassidisme (en) Judaïsme rabbinique Syncrétisme                                                         |
| Judaïsme humaniste:288                                                                                         | Sherwin Wine                                                           | 1965             | Religion non théiste Judaïsme rabbinique                                                                    |
| Judaïsme messianique:397,:184                                                                                  |                                                                        | 1960 approx.     | Judéo-chrétien                                                                                              |
| Judaïsme reconstructionniste:523                                                                               | Mordecai Kaplan                                                        | 1922             | Judaïsme rabbinique                                                                                         |
| Juifs pour Jésus:197,:155                                                                                      | Moishe Rosen (en)                                                      | 1970             | Fondamentalisme chrétien Judaïsme messianique                                                               |
| Kōfuku no Kagaku (happy science)                                                                               | Ryuho Okawa                                                            | 1986             | Nouvelle religion japonaise Divinisation Eschatologie Révisionnisme New Age                                 |
| Konkokyo:1122,:161                                                                                             | Bunjiro Kawate                                                         | 1859             | Nouvelle religion japonaise Shintoïsme                                                                      |
| Kopimisme | Isak Gerson                                                            | 2012             | Religion open-source Parodie de religion                                                                    |
| Krishnamurtisme (en)                                                                                           | Jiddu Krishnamurti                                                     | 1928             | Théosophie Universalisme                                                                                    |
| Legio Maria:66, 199                                                                                            | Blasio Simeo Malkio Ondeto                                             | 1960 approx.     | Église d'institution africaine Églises catholiques indépendantes Messianisme Syncrétisme                    |
| Local churches (en):609,:169                                                                                   | Ni Shu-tsu (Watchman Nee)                                              | 1922             | Fondamentalisme chrétien Étudiants de la Bible                                                              |
| Loge unie des théosophes:855,:305                                                                              | Robert Crosbie (en)                                                    | 1909             | Théosophie                                                                                                  |
| Lucis Trust:217,:172                                                                                           | Alice Bailey                                                           | 1923             | Théosophie                                                                                                  |
| Sekai Mahikari Bunmei Kyōdan parfois abrégée en Mahikari (en):1123,:176                                        | Yoshikazu Okada (en)                                                   | 1959             | Nouvelle religion japonaise Shintoïsme Eschatologie                                                         |
| Science spirituelle de Martinus,                                                                               | Martinus Thomsen                                                       | 1932             | Ésotérisme Théosophie                                                                                       |
| Mata Amritanandamayi Math (en):31,:26                                                                          | Mata Amritanandamayi                                                   | 1981             | Hindouisme                                                                                                  |
| Méditation transcendantale:1045,:292                                                                           | Maharishi Mahesh Yogi                                                  | 1958             | Hindouisme Développement personnel                                                                          |
| Mission de l'Esprit-Saint                                                                                      | Eugène Richer                                                          | 1913             | Messianisme Églises catholiques indépendantes Millénarisme Communautarisme                                  |
| Mission Ramakrishna:382,:483,:314,:57–58                                                                       | Swami Vivekananda                                                      | 1897             | Hindouisme Néo-védanta                                                                                      |
| Modekngei (Ngara Modekngei)                                                                                    | Tamadad from Chol                                                      | 1915             | Syncrétisme Christianisme Religion autochtone                                                               |
| Moorish Science Temple of America:988,:186                                                                     | Timothy Drew                                                           | 1925             | Islam afro-américain Suprémacisme noir                                                                      |
| Mouvement bouddhiste dalit ou Navayana                                                                         | Bhimrao Ramji Ambedkar                                                 | 1956             | Néo-bouddhisme Bouddhisme en Inde                                                                           |
| Mouvement charismatique évangélique ou Néo-pentecôtisme évoluant en Mouvement néo-charismatique:106,:78,:70,   |                                                                        | 1960 approx.     | Christianisme charismatique Christianisme non dénominationnel                                               |
| Mouvement de réforme des adventistes du septième jour (en):622,:262                                            | schisme                                                                | 1925             | Église adventiste du septième jour Eschatologie                                                             |
| Mouvement du nom sacré:543,:251                                                                                | Clarence Orvil Dodd (en)                                               | 1930 approx.     | Judéo-chrétien (Judaïsant) Antitrinitarisme Église de Dieu du septième jour (en)                            |
| Mouvement international du Graal:786,:122                                                                      | Oskar Ernst Bernhardt                                                  | 1924             | Syncrétisme Christianisme New Age médiumnité Réincarnation                                                  |
| Mouvement Meher Baba                                                                                           | Meher Baba (Merwan Sheriar Irani)                                      | 1921             | Hindouisme Syncrétisme Divinisation                                                                         |
| Mouvement missionnaire des Foyers laïcs (en):639,:165                                                          | Paul S.L. Johnson                                                      | 1920             | Adventisme Étudiants de la Bible                                                                            |
| Mouvement Oneness                                                                                              | Kalki Bhagawan (en)                                                    | 1989             | Hindouisme New Age Prédictions pour décembre 2012 Divinisation                                              |
| Mouvement raëlien:509,:806,:234                                                                                | Claude Vorilhon (aussi appelé Raël)                                    | 1974             | Religion ufologique Messianisme Religion non théiste                                                        |
| Mouvement rastafari:518,:954,:241,:62                                                                          | Leonard Howell Joseph Hibbert (en) Archibald Dunkley (en) Robert Hinds | 1930 approx.     | Judaïsme Christianisme Enthéogène                                                                           |
| Movement of Spiritual Inner Awareness (en):412,:384,:1054,:194                                                 | John-Roger Hinkins (en)                                                | 1971             | Syncrétisme Sant Mat (en) Eckankar                                                                          |
| Namdhari:243,:196                                                                                              | Baba Balak Singh                                                       | 1812 approx.     | Sikhisme |
| Nation of Islam:245,:169                                                                                       | Elijah Muhammad                                                        | 1930             | Islam afro-américain Religion ufologique Antisémitisme                                                      |
| Native American Church:809,:202                                                                                | Chevato Jim Aton John Wilson Jonathan Koshiway                         | 1906             | Religion autochtone Enthéogène                                                                              |
| Native Ukrainian National Faith (en), aussi appelé RUNVira ou Sylenkoisme:130                                  | Lev Sylenko                                                            | 1965 approx.     | Néopaganisme Néopaganisme slave Monothéisme                                                                 |
| Néopaganisme sémitique ou Zuisme:198                                                                           | Ferenc Badiny Jós                                                      | 1960 approx.     | Néopaganisme Reconstructionnisme polythéiste Féminisme                                                      |
| Néopaganisme slave ou Rodnovérie:112,                                                                          | Władysław Kołodziej (pl) Jan Stachniuk (pl)                            | 1930 approx.     | Néopaganisme Reconstructionnisme polythéiste Racialisme                                                     |
| Nohaisme aussi appelé B'nei Noach,:115                                                                         |                                                                        | 1990 approx.     | Judaïsme orthodoxe                                                                                          |
| Nouvelle Acropole:441,:217                                                                                     | Jorge Ángel Livraga Rizzi                                              | 1957             | Théosophie Philosophie ésotérique                                                                           |
| Nouvelle Tradition Kadampa:1112,:310                                                                           | Kelsang Gyatso                                                         | 1991             | Bouddhisme tibétain Néo-bouddhisme                                                                          |
| Nuwaubian Nation ou Nuwaubianisme,                                                                             | Dwight York (en)                                                       | 1967             | Religion ufologique New Age Christianisme Judaïsme Suprémacisme noir                                        |
| Odinisme:257                                                                                                   | Orestes Brownson                                                       | 1848             | Néopaganisme Reconstructionnisme polythéiste Racialisme                                                     |
| Ōmoto:266,:216                                                                                                 | Nao Deguchi                                                            | 1899             | Nouvelle religion japonaise Shintoïsme Millénarisme                                                         |
| Ordo Templi Orientis (O.T.O.):270,:430,:224                                                                    | Carl Kellner (en), Theodor Reuss                                       | 1904             | Ésotérisme Néo-Hermétisme Thelema                                                                           |
| Ordre de l'Inter-être aussi appelé Communauté internationale du Village des Pruniers pour le bouddhisme engagé | Thích Nhất Hạnh                                                        | 1964             | Bouddhisme vietnamien Néo-bouddhisme Bouddhisme Zen                                                         |
| Ordre des neuf angles                                                                                          | Anton Long                                                             | 1960 approx.     | Satanisme théiste Anti-démocratie Racialisme Néonazisme Eschatologie Cyclologie                             |
| Ordre monastique d'Avallon:25                                                                                  | Henri Hillion de Coatmoc'han                                           | 1972             | Néopaganisme Christianisme celtique Néodruidisme                                                            |
| Orthodoxie khémite:167                                                                                         | Tamara Siuda                                                           | 1988             | Néopaganisme Kémitisme                                                                                      |
| Pastafarisme,                                                                                                  | Bobby Henderson                                                        | 2005             | Parodie de religion Monothéisme                                                                             |
| Pèlerins d'Arès:123                                                                                            | Michel Potay                                                           | 1974             | Islam Christianisme Antitrinitarisme                                                                        |
| Pentecôtisme                                                                                                   |                                                                        | 1900 approx.     | Christianisme charismatique                                                                                 |
| PL Kyōdan | Tokuharu Miki                                                          | 1924 approx.     | Nouvelle religion japonaise Nouvelle Pensée Monothéisme                                                     |
| Première Église satanique (en):701                                                                             | Karla LaVey                                                            | 1997             | Satanisme LaVeyen                                                                                           |
| La Quatrième Voie:245,:259,:42                                                                                 | Georges Gurdjieff                                                      | 1913             | Ésotérisme Soufisme                                                                                         |
| Quimbanda |                                                                        | 1900 approx.     | Spiritisme Religions de la diaspora africaine Syncrétisme                                                   |
| Quiverfull | Mary Pride (en)                                                        | 1985             | Populationnisme Christianisme non dénominationnel                                                           |
| Radha Soami (en), ou Radhasoami Movement ou encore Sant Mat (en):507,:344,:507                                 | Shiv Dayal Singh (en)                                                  | 1861             | Sikhisme Syncrétisme Hindouisme Sant Mat                                                                    |
| Rajneesh movement (en):512,:345,:1051,:236                                                                     | Osho (Rajneesh Chandra Mohan Jain)                                     | 1966             | Religion dharmique Syncrétisme Épicurisme                                                                   |
| Ramtha's School of Enlightenment (en):45,:105,:3                                                               | Judy Zebra Knight                                                      | 1988             | New Age Channeling Développement personnel                                                                  |
| Reiyukai:293                                                                                                   | Kakutarō Kubo Kimi Kotani                                              | 1919             | Bouddhisme de Nichiren Nouvelle religion japonaise                                                          |
| Risshō Kōsei Kai:248,:203                                                                                      | Nikkyō Niwano (en), Myōkō Naganuma (en)                                | 1938             | Bouddhisme de Nichiren Nouvelle religion japonaise                                                          |
| Romuva | Vydūnas                                                                | 1912 approx.     | Néopaganisme Reconstructionnisme polythéiste                                                                |
| Rosicrucian Fellowship:845,:249                                                                                | Carl Louis von Grasshof                                                | 1909             | Rose-Croix                                                                                                  |
| Ruhani Satsang (en):508,:345                                                                                   | Kirpal Singh                                                           | 1948             | Radha Soami (en)                                                                                            |
| Sahaja Yoga:373,:1029                                                                                          | Shri Mataji Nirmala Devi                                               | 1970             | Hindouisme Kundalinî yoga                                                                                   |
| Sanbō Kyōdan:417                                                                                               | Hakuun Yasutani                                                        | 1954             | Bouddhisme Zen Néo-bouddhisme Bouddhisme japonais                                                           |
| Sant Nirankari Mission (en):313,:210                                                                           | Baba Buta Singh (en)                                                   | 1929             | Sikhisme Nirankari                                                                                          |
| Santo Daime | Raimundo Irineu Serra (en)                                             | 1930             | Catholicisme Syncrétisme Néo-chamanisme Enthéogène                                                          |
| Mouvement Sathya Sai Baba (en):545,:389                                                                        | Sathya Sai Baba                                                        | 1950             | Hindouisme                                                                                                  |
| Science chrétienne:86,:741,                                                                                    | Mary Baker Eddy                                                        | 1876             | Christianisme Guérison par la foi Nouvelle Pensée                                                           |
| Science religieuse:301,:245                                                                                    | Ernest Holmes                                                          | 1948             | Nouvelle Pensée                                                                                             |
| Scientologie:816,:385,:126,:42,:182,:263                                                                       | L. Ron Hubbard                                                         | 1955             | Religion ufologique New Age Développement personnel                                                         |
| Seicho-No-Ie:568,                                                                                              | Masaharu Taniguchi (en) Fenwicke Holmes (en)                           | 1930             | Nouvelle religion japonaise Nouvelle Pensée Monothéisme Culte des ancêtres                                  |
| Self-Realization Fellowship (en):392,:1031,:261                                                                | Paramahansa Yogananda                                                  | 1935             | Hindouisme Yoga                                                                                             |
| Shinji Shumeikai ou Shumei. C'est une branche de l'Église messianique mondiale                                 | Mihoko Koyama                                                          | 1970             | Nouvelle religion japonaise Guérison par la foi                                                             |
| Shinnyo-En:1081,:266                                                                                           | Shinjō Itō, Tomoji Ito                                                 | 1936             | Nouvelle religion japonaise Bouddhisme Shingon Médiumnité                                                   |
| Shri Ram Chandra Mission:213                                                                                   | Ram Chandraji Ram Chandra                                              | 1945             | Hindouisme                                                                                                  |
| Société de la Lumière Intérieure:217                                                                           | Dion Fortune                                                           | 1924             | Néo-Hermétisme Christianisme ésotérique                                                                     |
| Sōka gakkai:1082,:271,:10                                                                                      | Tsunesaburō Makiguchi, Jōsei Toda                                      | 1930             | Nouvelle religion japonaise Bouddhisme de Nichiren                                                          |
| Subud acronyme de Susila Budhi Dharma:607,:981,:279,:267,:101                                                  | Muhammed Subuh (en)                                                    | 1933             | Religion traditionnelle javanaise Soufisme                                                                  |
| Sūkyō Mahikari issu du schisme de la Sekai Mahikari Bunmei Kyōdan parfois abrégée en Mahikari (en):344,:281    | Sekiguchi Sakae                                                        | 1978             | Nouvelle religion japonaise Syncrétisme Eschatologie                                                        |
| Synthéisme | Alexander Bard                                                         | 2012             | Panthéisme Humanisme Netocratie Religion non théiste                                                        |
| Tabitha's Place:737,:334                                                                                       | Gene and Marsha Spriggs                                                | 1972             | Judaïsme messianique Communautarisme                                                                        |
| Témoins de Jéhovah:637,:152                                                                                    | Charles Taze Russell                                                   | 1870             | Adventisme Étudiants de la Bible Antitrinitarisme Eschatologie Christianisme restaurationniste Millénarisme |
| Temple de Set                                                                                                  | Michael Angelo Aquino                                                  | 1975             | Satanisme Théisme                                                                                           |
| Temple Saiva Siddhanta (en):376,:1029:251                                                                      | Satguru Sivaya Subramuniyaswami                                        | 1957             | Hindouisme Shivaïsme                                                                                        |
| Le temple satanique,                                                                                           | Lucien Greaves (en), Malcolm Jarry                                     | 2012             | Satanisme LaVeyen Religion non théiste                                                                      |
| T'ung-shan She ou Shengdao:685                                                                                 | Peng Tairong (Ruzun)                                                   | 1912             | Nouvelles religions chinoises                                                                               |
| Tenrikyō:1124,:287                                                                                             | Nakayama Miki                                                          | 1838             | Nouvelle religion japonaise Shintoïsme                                                                      |
| Tensegrity:581,                                                                                                | Carlos Castaneda                                                       | 1995             | Néo-chamanisme New Age                                                                                      |
| Thelema et sa déclinaison l'Astrum Argentum:41                                                                 | Aleister Crowley                                                       | 1904             | Occultisme Néo-Hermétisme Ésotérisme                                                                        |
| Théosophie ou Société théosophique:624,:315,:40,                                                               | Helena Blavatsky Henry Steel Olcott William Quan Judge                 | 1875             | Occultisme Ésotérisme                                                                                       |
| Tradition, famille et propriété                                                                                | Plinio Corrêa de Oliveira                                              | 1960             | Catholicisme traditionaliste Eschatologie Anticommunisme Nationalisme                                       |
| Tradition Feri                                                                                                 | Victor Henry Anderson et Cora Anderson                                 | 1960 approx.     | Néopaganisme Sorcellerie Déesse (en)                                                                        |
| True Buddha School (en)                                                                                        | Lu Sheng-yen (en)                                                      | 1983             | Bouddhisme tibétain Taoïsme Divinisation                                                                    |
| Umbanda:299,:279                                                                                               | Zélio Fernandino de Moraes (en)                                        | 1920 approx.     | Spiritisme Religions de la diaspora africaine Syncrétisme                                                   |
| Union du végétal                                                                                               | José Gabriel da Costa                                                  | 1961             | Christianisme Spiritisme Enthéogène                                                                         |
| Universalisme unitarien:308,:335                                                                               |                                                                        | 1961             | Universalisme unitarien                                                                                     |
| Vajradhatu:1115,:313 rebaptisé ensuite Shambhala International                                                 | Chögyam Trungpa Rinpoché                                               | 1973             | Bouddhisme tibétain                                                                                         |
| Vie universelle                                                                                                | Gabriele Wittek                                                        | 1984             | Végétarisme Christianisme Réincarnation Médiumnité                                                          |
| Weixinisme | Chang Yi-Jui                                                           | 1984             | Nouvelles religions chinoises Millénarisme Révisionnisme Syncrétisme                                        |
| Wicca:338,:339,:55                                                                                             | Gerald Gardner                                                         | 1949 approx.     | Néopaganisme Sorcellerie Occultisme                                                                         |
| Wicca dianique:916,:84                                                                                         | Zsuzsanna Budapest                                                     | 1971             | Sorcellerie Néopaganisme                                                                                    |
| Wotanisme:205                                                                                                  | David Lane                                                             | 1990 approx.     | Néo-völkisch Néopaganisme Racialisme                                                                        |
| Xuanyuandao | Wang Hansheng                                                          | 1952             | Confucianisme Moïsme Taoïsme Nationalisme                                                                   |

## Liste des mouvements inactifs au début duXXIesiècle
Cette liste est dynamique en ce qu'elle évolue régulièrement et ne sera peut-être jamais complète. Vous pouvez la compléter en citant des sources fiables.
| Nom du mouvement                                                                          | Fondateurs                                    | Date de création | Idéologies d'origine ou d'influence                                     |
| ----------------------------------------------------------------------------------------- | --------------------------------------------- | ---------------- | ----------------------------------------------------------------------- |
| Adonisme (en):4                                                                           | Franz Sättler                                 | 1925             | Néopaganisme                                                            |
| Ant Hill Kids                                                                             | Roch Thériault                                | 1977             | Église adventiste du septième jour                                      |
| Azalisme ou Azali Babi:246                                                                | Subh-i Azal                                   | 1863             | Babisme Messianisme Monothéisme                                         |
| Babisme:58,:180                                                                           | Báb (Ali Muhammad Shirazi)                    | 1844             | Chiisme Millénarisme Messianisme Monothéisme                            |
| Brahmoïsme (Brahmo Dharma):43                                                             | Debendranath Tagore                           | 1848             | Hindouisme Universalisme unitarien                                      |
| Bourkhanisme ou Ak Jang                                                                   | Chet Chelpan Chugul Sarok Chandyk             | 1904             | Millénarisme Religion autochtone Tengrisme                              |
| Chen Tao (en), God's Salvation Church ou God Saves the Earth Flying Saucer Foundation:78, | Hon-Ming Chen                                 | 1955             | Religion ufologique                                                     |
| Danse des Esprits:119                                                                     | Wovoka                                        | 1890             | Néopaganisme Religion autochtone Messianisme                            |
| Église de Jésus-Christ des saints des derniers jours (Strangite)                          | Joseph Smith James Strang                     | 1844             | Mouvements issus du mormonisme                                          |
| Église de l'Euthanasie                                                                    | Chris Korda et Robert Kimberk                 | 1992             | Parodie de religion Antinatalisme                                       |
| Église positiviste aussi appelée Religion de l'humanité                                   | Auguste Comte                                 | 1848             | Positivisme Religion non théiste                                        |
| Heaven's Gate:406,:71                                                                     | Marshall Applewhite, Bonnie Nettles (en)      | 1973             | Syncrétisme Christianisme New Age Religion ufologique Suicide collectif |
| Jesus Movement:196,:153,:86                                                               |                                               | 1970 approx.     | Fondamentalisme chrétien                                                |
| Mazdaznan:991,:181                                                                        | Otoman Zar-Adusht Ha'nish (en)                | 1902             | Zoroastrisme                                                            |
| Mouvement Cananéen                                                                        | Yonatan Ratosh                                | 1939             | Sionisme Néopaganisme                                                   |
| Mouvement pour la restauration des dix commandements de Dieu:203                          | Credonia Mwerinde Joseph Kibwetere            | 1989             | Catholicisme Eschatologie                                               |
| Mouvement tolstoïen:672                                                                   | Léon Tolstoï                                  | 1901             | Anarchisme chrétien Pacifisme                                           |
| Nouvel Ordre Templier                                                                     | Jörg Lanz von Liebenfels                      | 1900             | Christianisme Racialisme                                                |
| Ordre du Temple solaire:125                                                               | Joseph Di Mambro Luc Jouret                   | 1984             | Rose-Croix Suicide collectif                                            |
| Process Church of the Final Judgment (en):329                                             | Mary Ann MacLean (en) Robert de Grimston (en) | 1963             | Satanisme théiste                                                       |
| Temple du Peuple:832,:226                                                                 | Jim Jones                                     | 1955             | Communautarisme Antiracisme Suicide collectif Antiaméricanisme          |